# آذری‌های ازبکستان
آذری‌های ازبکستان (ترکی آذربایجانی: Özbəkistan azərbaycanlıları) گروهی از مردم آذری ساکن در ازبکستان که به عنوان آذری‌های خارج از وطن شناخته می‌شوند و شهروند ازبکستان با قومیت آذری می‌باشند. پیشینه مهاجرت و سکونت اقوام آذربایجانی در ازبکستان به دوران امپراطوری روسیه و شوروی سابق بازمی گردد که هر دو کشور کنونی ازبکستان و جمهوری آذربایجان در یک قلمروی مشترک بودند؛ همین امر سبب مهاجرت آذری‌ها به این کشور شده است. بر اساس آخرین سرشماری قومی دولت ازبکستان در سال ۲۰۰۰ میلادی، شمار اقوام آذری ۳۵٬۸۴۸ نفر معادل با ۰٫۱۵٪ از جمعیت این کشور گزارش شده بود.
| قومی گروه | آمار رسمی ۱۹۲۶۱ | آمار رسمی ۱۹۲۶۱ | آمار رسمی ۱۹۳۹۲ | آمار رسمی ۱۹۳۹۲ | آمار رسمی ۱۹۵۹۳ | آمار رسمی ۱۹۵۹۳ | آمار رسمی ۱۹۷۰۴ | آمار رسمی ۱۹۷۰۴ | آمار رسمی ۱۹۷۹۵ | آمار رسمی ۱۹۷۹۵ | آمار رسمی ۱۹۸۹۶ | آمار رسمی ۱۹۸۹۶ |
| --- | --------------- | --------------- | --------------- | --------------- | --------------- | --------------- | --------------- | --------------- | --------------- | --------------- | --------------- | --------------- |
| قومی گروه | ۲۰٬۷۶۴          | ۰٫۴             | ۳٬۶۴۵           | ۰٫۱             | ۴۰٬۵۱۱          | ۰٫۵             | ۴۰٬۴۳۱          | ۰٫۳             | ۵۹٬۷۷۹          | ۰٫۴             | ۴۴٬۴۱۰          | ۰٫۲             |
| ۱ Excluding the Tadzjik ASSR, but including the Kara-Kalpak Autonomous Oblast (in 1926 part of the Kazakh ASSR); source: . ۲ Source: . ۳ Source: . ۴ Source: . ۵ Source: . ۶ Source: . |                 |                 |                 |                 |                 |                 |                 |                 |                 |                 |                 |                 |